# Требухов
Тре́бухов (укр. Требухів) — село, входит в Броварскую городскую общину Броварского района Киевской области Украины.
Население по переписи 2024 года составляло 6445 человек. Занимает площадь 12,5 км².

## Местный совет
Село Требухов — административный центр Требуховского сельского совета.
Адрес местного совета: Киевская обл., Броварский р-н, с. Требухов, ул. Гоголевская, 5.